# 이슈트반 4세

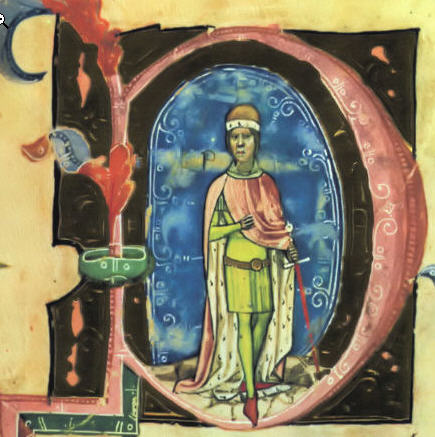
1358년에 출간된 《삽화 연대기》에 묘사된 이슈트반 4세

이슈트반 4세(헝가리어: IV. István, 슬로바키아어: Štefan IV. 슈테판 4세, 크로아티아어: Stjepan IV. 스체판 4세, 1133년경 ~ 1165년 4월 11일)는 헝가리와 크로아티아의 국왕(재위: 1163년 ~ 1165년)으로 이슈트반 3세의 대립왕이다.

## 생애
1133년 벨러 2세와 그의 아내였던 세르비아의 옐레나 사이에서 태어났다. 1156년과 1157년에는 라슬로와 이슈트반이 게저 2세에 대항하는 반란을 일으켰지만 실패했고 나중에 비잔티움 제국으로 망명하게 된다.
1160년경에는 자신의 형이었던 라슬로와 함께 콘스탄티노폴리스로 이주했지만 1162년 게저 2세가 사망하자 비잔티움 제국의 황제였던 마누엘 1세 콤네노스의 지원을 통해 헝가리로 귀환했다. 마누엘 1세는 헝가리에 대한 비잔티움 제국의 영향력을 확대하기 위한 차원에서 이슈트반의 왕위 찬탈 계획을 수립했다. 그렇지만 라슬로를 추종하던 헝가리의 귀족들은 이를 거부했고 라슬로 2세를 이슈트반 3세의 대립왕으로 추대하게 된다.
1163년 1월 라슬로 2세가 사망하자 이슈트반을 지지하던 헝가리의 귀족들에 의해 이슈르반 3세의 대립왕으로 추대되었다. 1163년 6월 19일 세케슈페헤르바르에서 일어난 전투에서 이슈트반 3세에게 패배하면서 헝가리를 떠나게 된다.
이슈트반 4세는 비잔티움 제국의 마누엘 1세 황제, 신성 로마 제국의 프리드리히 1세 황제의 지원을 받아 복위를 시도했지만 실패하고 만다. 비잔티움 제국의 마누엘 1세 황제는 비잔티움 제국이 헝가리로부터 획득한 시르미아에 이슈트반 4세가 거주하도록 명령했다. 1165년 4월 제문 포위전에 나서던 도중에 자신을 따르던 부하에게 독살당하고 만다.
| 전임 라슬로 2세 | 헝가리와 크로아티아의 국왕 이슈트반 3세의 대립왕 1163년 ~ 1165년 | 후임 이슈트반 3세 |